# Bourached
Bourached (în arabă بوراشد) este o comună din provincia Aïn Defla, Algeria.
Populația comunei este de 29.680 de locuitori (2008).